# Mellilla
Mellilla is een geslacht van vlinders van de familie spanners (Geometridae), uit de onderfamilie Ennominae.

## Soorten
- M. inextricata Walker, 1861
- M. xanthometata Walker, 1862